# Prikro
Prikro est une localité située au centre-est de la Côte d'Ivoire, dans la région du Iffou.

## Population
La ville de Prikro est constituée de plusieurs ethnies dont les Malinkés, les Morés, les Yacoubas, les Baoulés, les Gouros, les N'gains. Cependant, le peuple à qui appartient cette ville sont les Anohs ou Andohs. Les Anohs sont un peuple hospitalier qui cohabite avec les autres peuples sans les discriminer[réf. nécessaire],.

## Religion
Ils se composent de 50 % de Musulmans, de 35 % de Chrétiens et le reste, des animistes.

## Fêtes
Comme tous les peuples, les Anohs ont des fêtes qu'ils célèbrent chaque année et comme les Baoulés, ils fêtent celle des ignames dans certaines localités comme Watti et Tétessi. La fête des ignames est l’occasion d’un ressourcement identitaire où chaque fille et fils vient comme pour revisiter son histoire, renouveler et réaliser ses liens avec sa communauté et son village. Elle est par ailleurs, un symbole de renaissance et d’un nouveau départ projetant le peuple vers l’avenir placé sous le signe de l’espérance.